# Maria de Waldeck e Pyrmont
Jorgina Henriqueta Maria em Waldeck e Pyrmont  (em alemão: Georgine Henriette Marie zu Waldeck und Pyrmont ; 23 de maio de 1857 - 30 de abril de 1882) foi a terceira filha do príncipe Jorge Vítor, Príncipe de Waldeck e Pyrmont e da sua esposa, a princesa Helena de Nassau, meia-irmã mais nova do grão-duque Adolfo do Luxemburgo.

## Família
Maria nasceu em Bad Arolsen, uma cidade que, na altura, pertencia ao principado de Waldeck e Pyrmont. O seu irmão mais novo, Frederico, foi o último príncipe reinante do mesmo. Duas das suas irmãs mais novas, as princesas Ema e a princesa Helena, casaram-se com o rei Guilherme III dos Países Baixos e com o príncipe Leopoldo, duque de Albany (filho mais novo da rainha Vitória do Reino Unido) respectivamente.

## Casamento
A 15 de fevereiro de 1877, Maria casou-se com o príncipe Guilherme de Württemberg, que mais tarde se tornaria o rei Guilherme II de Württemberg. Tiveram três filhos:
- Paulina de Württemberg (19 de dezembro de 1877 - 7 de maio de 1965), casada com o príncipe Guilherme Frederico de Wied; com descendência.
- Ulrico de Württemberg (28 de julho de 1880 - 28 de dezembro de 1880), morreu aos cinco meses de idade.
- uma criança natimorta (24 de abril de 1882).

## Morte
Maria morreu a 30 de abril de 1882, em Estugarda devido a complicações que resultaram do nascimento do seu terceiro filho. O seu marido voltou a casar-se em 1886 com a princesa Carlota de Schaumburg-Lippe.

## Genealogia
| Maria de Waldeck e Pyrmont | Pai: Jorge Vítor, Príncipe de Waldeck e Pyrmont | Avô paterno: Jorge II, Príncipe de Waldeck e Pyrmont | Bisavô paterno: Jorge I, Príncipe de Waldeck e Pyrmont                |
| Maria de Waldeck e Pyrmont | Pai: Jorge Vítor, Príncipe de Waldeck e Pyrmont | Avô paterno: Jorge II, Príncipe de Waldeck e Pyrmont | Bisavó paterna: Augusta de Schwarzburg-Sondershausen                  |
| Maria de Waldeck e Pyrmont | Pai: Jorge Vítor, Príncipe de Waldeck e Pyrmont | Avó paterna: Ema de Anhalt-Bernburg-Schaumburg-Hoym  | Bisavô paterno: Vítor II, Príncipe de Anhalt-Bernburg-Schaumburg-Hoym |
| Maria de Waldeck e Pyrmont | Pai: Jorge Vítor, Príncipe de Waldeck e Pyrmont | Avó paterna: Ema de Anhalt-Bernburg-Schaumburg-Hoym  | Bisavó paterna: Amália de Nassau-Weilburg                             |
| Maria de Waldeck e Pyrmont | Mãe: Helena de Nassau                           | Avô materno: Guilherme, Duque de Nassau              | Bisavô materno: Frederico Guilherme de Nassau-Weilburg                |
| Maria de Waldeck e Pyrmont | Mãe: Helena de Nassau                           | Avô materno: Guilherme, Duque de Nassau              | Bisavó materna: Luísa Isabel de Kirchberg                             |
| Maria de Waldeck e Pyrmont | Mãe: Helena de Nassau                           | Avó materna: Paulina de Württemberg                  | Bisavô materno: Paulo de Württemberg                                  |
| Maria de Waldeck e Pyrmont | Mãe: Helena de Nassau                           | Avó materna: Paulina de Württemberg                  | Bisavó materna: Catarina Carlota de Saxe-Hildburghausen               |